# 伊格拉
伊格拉，是西班牙埃斯特雷马杜拉卡塞雷斯省的一个市镇。总面积41平方公里，2001年普查人口總數為102人，人口密度為每平方公里2人。